# Pegirikan
Pegirikan is een bestuurslaag in het regentschap Tegal van de provincie Midden-Java, Indonesië. Pegirikan telt 7478 inwoners (volkstelling 2010).